# Asiatische Kornelkirsche

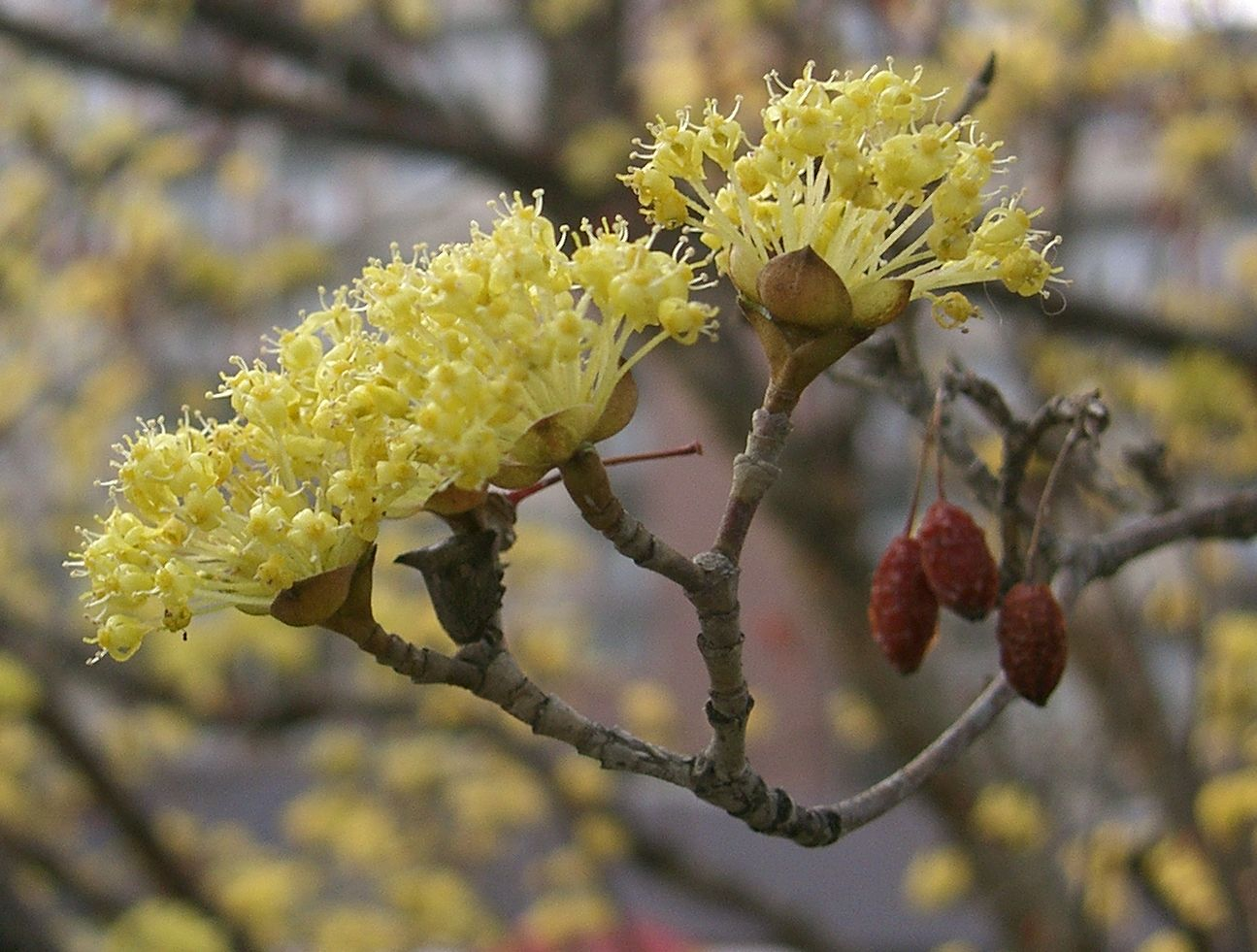
Blütenstände der Asiatischen Kornelkirsche (Cornus officinalis), im Hintergrund letztjährige Früchte

Die Asiatische Kornelkirsche (Cornus officinalis) ist ein Strauch oder kleiner Baum aus der Gattung der Hartriegel. Er sieht ähnlich aus wie die in Europa heimische Kornelkirsche (Cornus mas), stammt aber aus China, Japan und Korea. Die botanische Bezeichnung officinalis bezieht sich auf die Verwendung der Früchte als Medizin, der chinesische Name ist 山茱萸 (shānzhūyú), der japanische サンシュユ (sanshuyu), der koreanische 산수유 (sansuyu).

## Beschreibung
Etwa vier bis zehn Meter hoch wird die Asiatische Kornelkirsche, im Schatten oft einstämmig und hoch aufragend, im freien Stand eher strauchartig, vielstämmig und mit ausgebreiteter Krone. Die Rinde ist grau-braun und blättert an dickeren Ästen und Stämmen in dünnen Plättchen ab.
Die ovalen, ganzrandigen Laubblätter werden etwa sechs bis zehn Zentimeter lang, wie bei vielen anderen Hartriegeln auch sind die sechs bis sieben Seitennerven neben der Mittelrippe nach vorne gebogen. Die Blattunterseite ist heller gefärbt, in den Achseln der Seitennerven befinden sich auffällige rotbraune Härchen. Im Herbst färben sich die Blätter, bevor sie abfallen.
Im Frühjahr, noch vor dem Blattaustrieb, erscheinen die duftenden Blüten. Sie sind zu kleinen Dolden vereint, jede Dolde wird von vier unauffälligen Hochblättern eingefasst. Die Blütenblätter sind gelb. Aus den Blüten entwickeln sich bis zum Herbst längliche, etwa zwei Zentimeter große, rote oder purpurne Steinfrüchte. Die Früchte werden von zahlreichen Vögeln und Säugetieren gefressen, die damit für die Verbreitung sorgen (Zoochorie).
Die Chromosomenzahl beträgt 2n = 18.

## Verbreitung
Die Art stammt aus Ostasien, etwa vom mittleren China nordostwärts nach Korea und Japan. Sie wächst dort im Unterwuchs von Wäldern, an Waldrändern und Gebüschen.

## Systematik
In der Systematik ergibt sich folgende Darstellung der Verwandtschaftsverhältnisse der Kornelkirschen:
|  | Cornus mas         |
|  |                    |
|  | Cornus officinalis |
|  |                    |

|  | Cornus chinensis |
|  |                  |
|  | Cornus eydeana   |
|  |                  |

|  | Cornus mas         |
|  |                    |
|  | Cornus officinalis |
|  |                    |

|  | Cornus chinensis |
|  |                  |
|  | Cornus eydeana   |
|  |                  |

|  | Cornus mas         |
|  |                    |
|  | Cornus officinalis |
|  |                    |

|  | Cornus chinensis |
|  |                  |
|  | Cornus eydeana   |
|  |                  |

|  | Cornus mas         |
|  |                    |
|  | Cornus officinalis |
|  |                    |

|  | Cornus chinensis |
|  |                  |
|  | Cornus eydeana   |
|  |                  |

|  | Cornus mas         |
|  |                    |
|  | Cornus officinalis |
|  |                    |

|  | Cornus chinensis |
|  |                  |
|  | Cornus eydeana   |
|  |                  |

|  | Cornus mas         |
|  |                    |
|  | Cornus officinalis |
|  |                    |

|  | Cornus chinensis |
|  |                  |
|  | Cornus eydeana   |
|  |                  |

|  | Cornus mas         |
|  |                    |
|  | Cornus officinalis |
|  |                    |

|  | Cornus chinensis |
|  |                  |
|  | Cornus eydeana   |
|  |                  |

|  | Cornus mas         |
|  |                    |
|  | Cornus officinalis |
|  |                    |

|  | Cornus chinensis |
|  |                  |
|  | Cornus eydeana   |
|  |                  |

## Verwendung
Die Früchte des Asiatischen Hartriegels (Botanik: 茱萸,  zhūyú, Jyutping zyu1jyu4; TCM: 棗皮,  zǎopí, Jyutping zou2pei4; ) werden traditionell in der ostasiatischen Medizin genutzt.